# Alonso Pérez de Guzmán
Alonso Pérez de Guzmán el Bueno y Zúñiga, sedmý vévoda de Medina Sidonia (10. září 1550 – 26. července 1615) byl španělský šlechtic, voják a ne příliš zkušený admirál a vrchní velitel španělské Armady, pod jehož vedením byla drtivě poražena v bitvě u Gravelines. Po smrti svého děda se stal sedmým vévodou de Medina Sidonia a hlavně dědicem a hlavou jednoho z nejbohatších rodů tehdejší Evropy.
Po smrti markýze ze Santa Cruz byl vévoda z nejasných důvodů určen králem Filipem II. za vrchního velitele připravujícího se loďstva. Zprvu poukazoval na to, že nemá dostatečné zkušenosti, ale posléze vložil události do rukou Boha a vydal se do boje, kde neuspěl. Po návratu Armady byl Filip sice porážkou zdrcen, ale z neúspěchu nevinil vévodu a ani nepodnikl kroky k jeho potrestání.

## Mládí a manželství
Don Alonso se narodil do rodiny Juan Clarose Péreze de Guzmán y Aragón, hraběte de Niebla a Leonory Manrique de Zuñíga y Sotomayor. Otec Juan Claros zemřel již v roce 1555 nebo 1556 a don Alonso se stal španělským šlechticem. Mezi elitní španělskou šlechtu se dostal až po smrti svého děda Juana Alonsa v roce 1558, který byl hlavou rodu a po kterém zdědil titul sedmého vévody de Medina Sidonia a jmění tak veliké, že se stal jedním z velmi bohatých mužů.
Don Alonso byl zasnouben v roce 1565, kdy byly nastávající nevěstě Aně de Silva y Mendoza teprve čtyři roky. Ke svatbě došlo v roce 1572, když papež udělil výjimku pro naplnění tohoto manželství. Vévodova manželka byla dcerou Any de Mendoza y de la Cerda, v té době obviněné a vězněné intrikánky proti Filipovi II. Vévodovy snahy o zachránění své tchyně způsobily, že ji bylo umožněno dožít ve vězení.

## V čele španělské Armady
Po smrti Álvaroa de Bazán, markýze ze Santa Cruz, v roce 1588, který měl na starost přípravu Nejšťastnějšího loďstva pro vyplutí směrem k Anglii bylo třeba pověřit někoho tímto nelehkým úkolem. Filipova volba padla na vévodu nejspíš kvůli jeho vysokému sociálnímu postavení. Sám vévoda se zprvu zdráhal a psal španělskému králi: „Zdraví mi nedovoluje, abych podnikl takovou plavbu, neboť dle oněch nemnohých zkušeností, jež mám s pobytem na moři, vím, že vždy dostanu mořskou nemoc a trpím nastuzením… Protože nemám žádných zkušeností námořních ani válečných, nejsem přesvědčen, že měl bych velet výpravě tak důležité.“
Král své rozhodnutí nezměnil a vévodovi se nakonec podařilo s loďstvem vyplout na moře. Už na počátku trpěla Armada složitými zásobovacími postupy, u pobřeží Španělského Nizozemí se nezdařilo spojení s vojsky parmského vévody a konečně střet s loďstvem vysokého lorda admirála Charlese Howarda dopadl pro Španěly katastrofálně.
Filip II. i Alžběta I. nezdar španělské výpravy přičítali v mnohém přírodním podmínkám, Filip údajně prohlásil po návratu loďstva: „Vyslal jsem své lodě do boje proti lidem, ne však proti vlnám a větrům božím.“ a Alžběta nechala razit mince s verši:
| „ | On dal větrům i vodám sil a dych, by rozprášily řady nepřátel mých. | “ |

Po návratu z neúspěšné mise byl vévoda ve špatném zdravotním stavu, ale po určité rekonvalescenci se vrátil do královských služeb, kde zůstal až do své smrti. Později v roce 1605 způsobil svým nerozhodným jednáním ztrátu několika španělských lodí u Gibraltaru, kde byl napaden Nizozemci. Za tento neúspěch se vévoda stal terčem básně Miguela de Cervantese.
Vévodova prestiž za jeho života velmi trpěla, protože mnoho lidí neúspěch Armady připisovali pouze vévodovi za vinu. Z dnešních poznatků víme, že faktorů, které způsobily porážku loďstva vedeného vévodou bylo více, od samotného výběru vrchního velitele, přes specifické přírodní podmínky po technické vybavení, které vévoda sám nemohl ovlivnit.